# Paska
Paska ist eine Gemeinde im thüringischen Saale-Orla-Kreis, die zur Verwaltungsgemeinschaft Ranis-Ziegenrück gehört. Der Ort liegt in unmittelbarer Nähe zum Hohenwarte-Stausee.

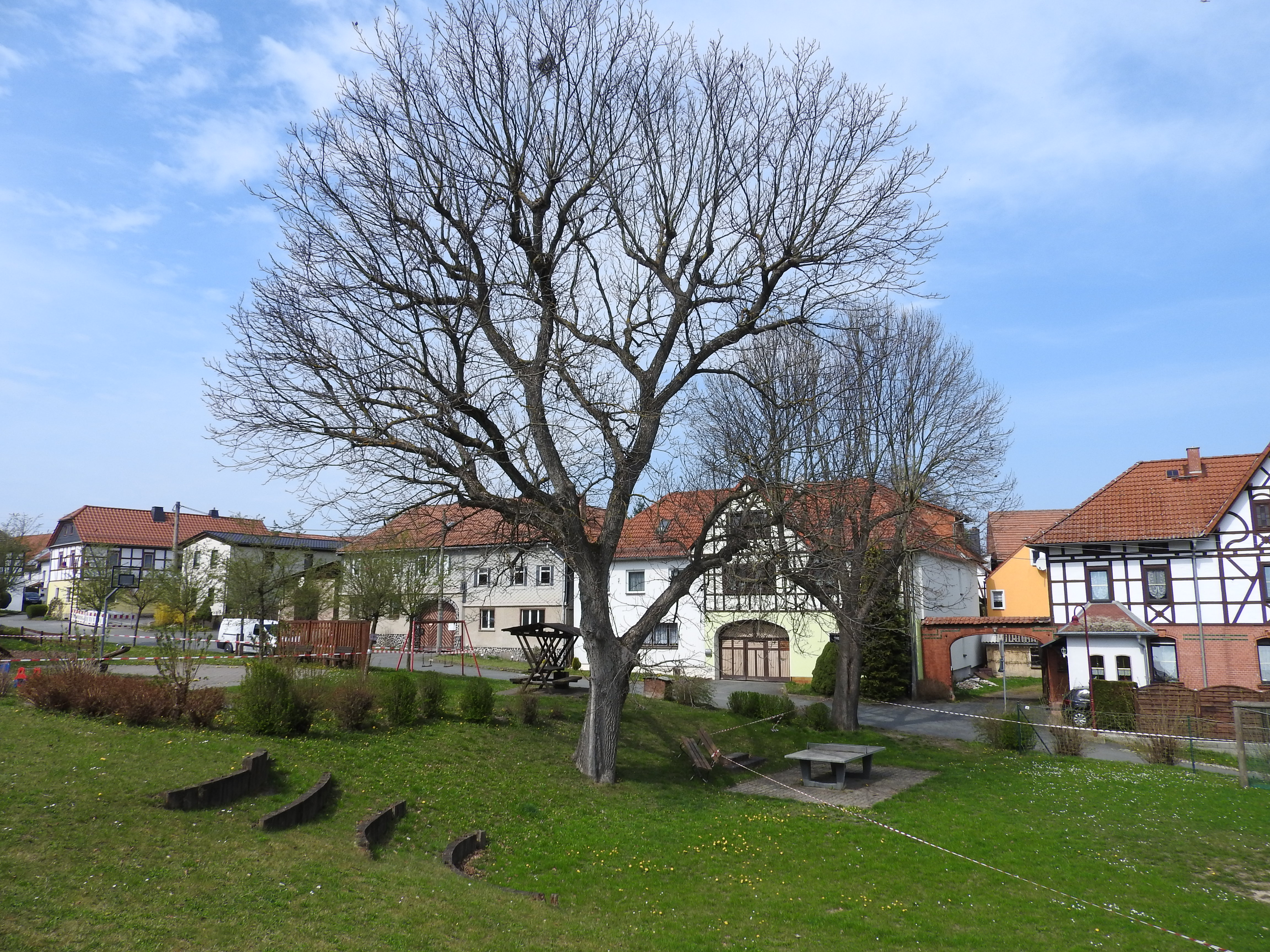
Im Ort

## Geschichte
Die Gründung des Dorfes Paska geht wahrscheinlich auf das 13. Jahrhundert zurück. 1378 wurde der Ort urkundlich erstmals genannt. Im 16. und 17. Jahrhundert führte es den Namen Passeck. Archäologische Grabungen bewiesen durch Gräberfunde die Ansiedlung der Kelten in der Umgebung rund um den Ort. Der Ort gehörte bis 1815 zum kursächsischen Amt Ziegenrück und kam nach dessen auf dem Wiener Kongress beschlossenen Abtretung an den preußischen Landkreis Ziegenrück, zu dem der Ort bis 1945 gehörte.
Paska ist ein Angerdorf. Die typischen alten Bauerngüter mit ihren Drei- und Vierseitenhöfen sind meist Fachwerkbauten. Das Dorf liegt am Rande des Naturschutzgebietes Sormitzgrund.

### Einwohnerentwicklung
Entwicklung der Einwohnerzahl (ab 1994: Stand jeweils 31. Dezember):
| - 1933: 170 - 1939: 149 - 1994: 125 - 1995: 120 - 1996: 115 - 1997: 129 - 1998: 134 | - 1999: 143 - 2000: 141 - 2001: 139 - 2002: 136 - 2003: 138 - 2004: 136 - 2005: 131 | - 2006: 126 - 2007: 124 - 2008: 122 - 2009: 118 - 2010: 115 - 2011: 112 - 2012: 107 | - 2013: 107 - 2014: 113 - 2015: 104 - 2016: 107 - 2017: 107 - 2018: 107 - 2019: 100 | - 2020: 099 - 2021: 093 - 2022: 090 - 2023: 093 - 2024: 092 |

Datenquelle ab 1994: Thüringer Landesamt für Statistik

## Religion
43,3 % der Einwohner sind evangelisch, 2,5 % katholisch. Die 1716 errichtete St.-Martin-Kirche der lutherischen Kirchengemeinde Paska gehört zum Kirchengemeindeverband Gössitz-Wernburg im Kirchenkreis Schleiz der Evangelischen Kirche in Mitteldeutschland. Die wenigen Katholiken sind der Pfarrei St. Josef mit Sitz in Pößneck, Bistum Erfurt, zugeordnet, deren nächstgelegene Kirche St. Elisabeth in Ranis ist.

## Politik

### Bürgermeister
Im Juni 2010 wurde Tino Riemschneider zum Bürgermeister gewählt und im Juni 2016 und am 12. Juni 2022 wiedergewählt.

### Wahlen
Bei der Europawahl 2019 erzielte die Alternative für Deutschland (AfD) in Paska mit 51,7 % das höchste Wahlergebnis seit ihrer Gründung in Deutschland. Auch bei der Landtagswahl 2019 erhielt die Partei in der Gemeinde mit 62,7 % der Landesstimmen (sowie 64,4 % für den Wahlkreiskandidaten Heiko Bergner) den mit Abstand höchsten Stimmenanteil Thüringens.

## Kultur und Sehenswürdigkeiten

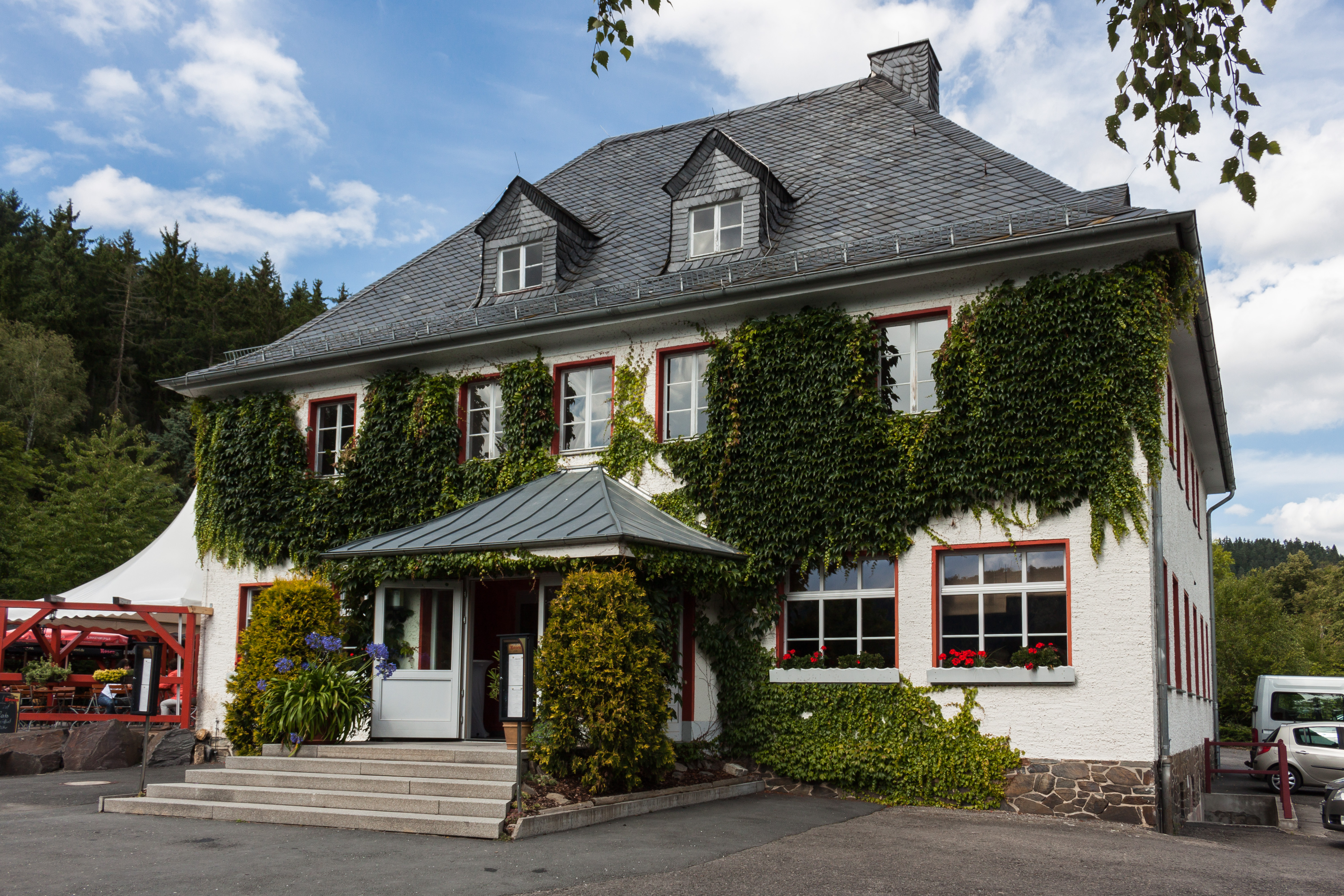
Gasthaus Linkenmühle

### Geschichtsdenkmale
Auf dem Friedhof erinnern die Grabdenkmale von vier erschossenen Häftlingen an den Todesmarsch aus dem KZ Buchenwald, der im April 1945 von SS-Mannschaften durch den Ort getrieben wurde.

## Verkehrsanbindung
Durch den Ort führt eine Straße zur Linkenmühle. Von dort aus kann man seit 1995 die Saale mit einer Autofähre überqueren. Durch den Ort führte früher die Nürnberger Handelsstraße.